# 아르파이세
아르파이세(이탈리아어: Arpaise)는 이탈리아 캄파니아주 베네벤토도의 코무네다. 나폴리로부터 북동쪽 50km, 베네벤토로부터 남쪽 11km 거리에 있다.